# Renesmée Cullen
Pour les articles homonymes, voir Cullen.
Renesmée Carlie Cullen est un personnage de fiction de la saga Twilight de Stephenie Meyer. Renesmée est une hybride, c'est-à-dire à moitié humaine et à moitié vampire. Elle a été conçue lors de la lune de miel de Bella et d'Edward, alors que Bella était encore humaine, son père - Edward Cullen - étant vampire. Elle apparaît dans le livre Révélation dans la troisième partie. Elle est interprétée par Mackenzie Foy dans le film Twilight, chapitre IV : Révélation. Son prénom, « Renesmée », vient du prénom de la mère de Bella, « Renée », et de la mère d’Edward, « Esmée ». Son deuxième prénom est également une contraction du prénom du père de Bella, « Charlie », et du père d'Edward, « Carlisle », mais tout le monde la surnomme « Nessie ».

## Profil

### Histoire
Avant la naissance de Renesmée, Edward était contre sa venue au monde, car il s'inquiétait pour Bella qui dépérissait à vue d'œil. C'est en percevant pour la première fois les pensées de l'embryon (ainsi que le lui permet son don) qu'il change d'avis et prend son rôle de père à cœur. En ce qui concerne Bella, elle n'a jamais arrêté d'aimer son bébé en dépit du mal qu'il lui fait, mais la grossesse est particulièrement pénible et dangereuse pour elle, car Renesmée grandit extrêmement vite et épuise les forces de sa mère de manière involontaire. En effet, étant à moitié vampire, sa force est bien plus développée que celle de sa mère humaine, et elle n'aspire pas aux même besoins qu'un bébé humain. Suivant une idée de Jacob, Bella découvre que boire du sang humain (provenant des réserves d’O- de Carlisle) lui permet de reprendre des forces et de tenir jusqu’à l’accouchement.
Renesmée nait en perçant l'utérus de sa mère ; son placenta s’est décollé, et sa colonne s’est brisée et seule la réaction rapide d’Edward lui injectant son venin directement dans le cœur pour la transformer l’a sauvée. Rosalie et Jacob prennent soin de Renesmée jusqu’à ce que sa mère se soit remise de sa transformation extrêmement douloureuse et soit capable de se maîtriser pour ne pas attaquer le bébé. En effet, Jacob, qui jusque-là détestait Renesmée avant sa naissance, persuadé qu’elle causerait la mort de Bella, s’imprègne d’elle la première fois qu’il la voit et comprend qu’elle était la cause du lien entre Bella et lui ; leurs sentiments mutuels qu’ils pensaient être de l’amour n’étant dû qu’à Renesmée, le triangle amoureux Edward-Bella-Jacob n’a plus lieu d’être.
Renesmée grandit très vite, prenant plusieurs centimètres par jour, et ayant déjà l’apparence d’une fillette au bout de quelques mois, ce qui inquiète beaucoup sa famille et Jacob qui se demandent quelle sera la durée de sa vie.
Lors d'une chasse en forêt, Irina, du clan des Denali croisa Bella et sa fille encore très jeune. Voyant de loin Renesmée ayant clairement des caractéristiques de vampire, elle en déduit qu'il s'agit d'une enfant immortelle, dont la création est interdite par les lois des Volturi ; elle quitte Forks au plus vite, sans laisser à Bella le temps de s'expliquer, et après avoir erré un long moment en proie à l’indécision, elle part pour l’Italie afin de dénoncer les Cullen aux Volturi. Elle donne ainsi sans le vouloir le prétexte que cherchait Aro depuis longtemps pour s’attaquer aux Cullen qui possèdent plusieurs membres dotés de talents qu’il souhaiterait récupérer pour sa garde personnelle.
Un mois plus tard, les Volturi, leurs épouses et la garde arrivent à Forks pour éliminer Renesmée et une partie de sa famille ; cependant, les Cullen ont pris des dispositions en réunissant une vingtaine de vampires de leur connaissance, pour certains dotés de dons très puissants, et Bella est parvenue à développer son pouvoir pour protéger les autres des attaques mentales grâce à son bouclier (notamment des attaques de Jane et Alec, les deux principaux atouts offensifs des Volturi). Alors que la situation est bloquée et que les deux clans sont résolus à engager un combat au risque de lourdes pertes de part et d’autre, Alice, qui était partie en quête d’un autre hybride pour démontrer qu’ils sont inoffensifs pour les vampires, revient avec Nahuel, un demi-vampire de cent cinquante ans ; à la suite du témoignage de celui-ci, les Volturi n’ont plus de prétexte valable pour attaquer et rentrent en Italie.

## Personnalité
Renesmée est décrite comme irrésistible car personne n'a su résister à son charme, pas même Aro ; la plupart des vampires sont terrorisés en la voyant la première fois, pensant qu’il s’agit d’une enfant immortelle, mais elle finit par gagner le cœur de tous les amis des Cullen qui sont finalement prêts à se battre et à donner leur vie pour la protéger.
Elle est très intelligente pour son âge (et même son âge apparent) ; déjà dans le ventre de sa mère, elle prend conscience qu’elle blesse Bella en bougeant et essaie de rester le plus immobile possible ; elle développe avant même sa naissance un amour profond pour ses parents à travers leur voix. Après sa naissance, elle peut facilement mémoriser un grand nombre de situations, et les montrer à l’envi aux autres avec son don ; elle se souvient même de sa naissance qu’elle montre à Bella la première fois qu’elle la voit.
Plus tard, elle acquiert un sens de la compétition que Jacob utilise pour la pousser à se nourrir de sang animal plutôt que de sang humain (en la défiant de chasser des cerfs plus gros que ceux qu’il abat). Elle aime également lire (ce qu’elle apprend très tôt) et écouter de la musique ; elle aime qu’on lui raconte des histoires avant son coucher, mais déteste entendre deux fois la même histoire, s’attendant à une nouvelle chaque soir. Elle commence également assez tôt à apprendre le piano avec son père.
Renesmée est fascinée par les autres personnes qu’elle comprend rapidement ; elle devient notamment très amie avec Zafrina qui lui montre beaucoup de paysages par l’entremise de ses illusions et qui lui promet de l'emmener visiter l'Amérique du Sud. Mais elle apprécie de parler peu, préférant communiquer par images avec son don. Elle est également décrite comme courageuse, et parfois têtue.

## Caractéristiques
Renesmée est décrite comme extrêmement belle, y compris quand elle n’est qu’un bébé, Bella la décrivant comme plus belle même qu’Edward (qui est pour elle le parangon de la beauté). Elle possède les yeux chocolat de sa mère et les cheveux couleur bronze de son père, avec les cheveux bouclés, lui venant de son grand-père maternel Charlie qui sont laissés longs. Ses joues sont rose pâle du fait de la présence de sang dans son corps, et l'exposition au soleil ne la fait pas scintiller comme les vampires mais la fait luire faiblement.
Son odeur est un mélange de l’odeur des humains et de celle des vampires, ce qui la rend moyennement appétissante pour les vampires, mais Jacob ne semble pas incommodé par son odeur comme par celle des vampires. Contrairement à son père qui arbore souvent un sourire en coin, elle a un sourire droit qui dévoile des fossettes.
Renesmée a une croissance accélérée, elle grandit de plusieurs centimètres par jour, et sa croissance ralentit lorsqu’elle a deux mois ; à la fin du cycle, il est révélé qu’elle grandira de moins en moins vite, et deviendra parfaitement adulte environ sept ans après sa naissance, puis ne vieillira plus.
Dès sa naissance, elle possède le don de transmettre par le toucher ses pensées aux autres ; c'est de cette manière qu'elle communique avant de savoir parler, et même en grandissant, la transmission de pensée reste sa méthode de communication favorite. Son régime alimentaire consiste à boire du sang animal comme tous les membres de la famille Cullen et des Denali (bien qu'elle préfère le sang humain), mais elle peut également se sustenter avec de la nourriture classique. 
Renesmée n’est pas venimeuse, mais elle aime bien mordre Jacob à l’occasion pour lui ponctionner un peu de sang quand elle est encore petite. Elle possède également une température un peu plus élevée que celle d'un être humain « normal » ; elle a une peau humaine mais des mains froides et elle est frileuse, comme sa mère quand elle était humaine.

## Apparition dans les autres médias
Dans le dernier film de l’adaptation cinématographique, Renesmée est incarnée par Mackenzie Foy.

## Réception
Renesmée est un personnage apprécié des fans de la saga, apparaissant souvent dans les fan-fictions, parfois en tant que personnage principal, ou un des deux personnages principaux avec Jacob.
Quand la question lui a été posée de savoir si Renesmée pourra fonder une famille conventionnelle avec Jacob, Stephenie Meyer a répondu qu’elle se réservait le droit de ne pas répondre à cette question, puisqu’il était possible qu’elle écrive dans le futur un spin-off centré sur leur couple.